# Girik Khosla
Girik Khosla (sinh ngày 1 tháng 4 năm 1995) là một cầu thủ bóng đá người Ấn Độ thi đấu ở vị trí tiền đạo cho Northeast United FC ở Indian Super League.